# Scooby-Doo Meets the Boo Brothers
Scooby-Doo Meets the Boo Brothers (no Brasil: Scooby-Doo e os Irmãos Pavor  (primeira dublagem) ou Scooby-Doo e os Irmãos Boo (segunda dublagem)) é um telefilme animado de 1987 do gênero aventura produzido pela Hanna-Barbera Productions sendo baseado em Scooby-Doo de Joe Ruby e Ken Spears.
Neste filme, Salsicha recebe uma casa de herança de seu tio e várias jóias são encontradas em lugares pré determinados por pistas numa caça ao tesouro. Paralelo a isso, eles são perseguidos por Sadie Mae, uma jovem caipira que se apaixona por Salsicha e por seu irmão ciumento superprotetor, Billy Bob, o xerife Buzby, um fantasma com a aparência do falecido avô de Salsicha e um fantasma com aparência de esqueleto.

## Enredo
Salsicha descobre que seu tio Coronel Beauregard morreu e lhes deixou sua propriedade rural como herança, que fica em uma plantação. Depois de serem perseguidos por uma bruxa fantasma, Salsicha, Scooby-Doo e Scooby-Loo vão para a propriedade para reivindicar a herança de Salsicha. Antes de chegarem lá, eles encontram o xerife Rufus Buzby, que os avisa sobre toda a propriedade ser assombrada e que eles devem sair. Antes que ele possa convencê-los completamente, o xerife recebe uma ligação do prefeito, notificando-o de que um trem circense descarrilou e que um macaco do circo escapou, o que faz o xerife deixá-los. Salsicha, Scooby e Loo continuam dirigindo seu jipe, mas na chegada são perseguidos por um cavaleiro sem cabeça, um lobo fantasma e pelo suposto fantasma do coronel Beauregard que os provoca, dizendo-lhes para irem embora ou então eles enfrentarão as consequências.[carece de fontes?]
Ao chegar na mansão Beauregard, eles também conhecem o assustador servo Farquard, que lhes diz que uma grande fortuna em jóias está escondida em algum lugar da propriedade, que ele acredita ser seu por direito e que Salsicha não deve herdar nada por ali. Inicialmente, Salsicha quer desistir, mas antes que ele possa fazer isso, seu jipe afunda numa areia movediça no quintal, forçando ele, Scooby e Loo a passarem a noite lá. Com fantasmas assombrando o lugar, Scooby-Loo tem a ideia de chamar um grupo de exterminadores de fantasmas chamado The Boo Brothers. Para surpresa deles, os tais exterminadores também são fantasmas que caçam os outros fantasmas que assombram a propriedade, com pouco sucesso. Um pouco depois, Salsicha conhece Sadie Mae Scroggins e seu furioso irmão mais velho Billy Bob Scroggins, que sempre porta sua espingarda, cuja família tem uma antiga disputa com os Beauregard. Depois de saber que Salsicha tem parentesco com os Beauregard, Billy Bob passa a persegui-lo assiduamente enquanto sua irmã Sadie se apaixona por Salsicha.[carece de fontes?]
Depois que as coisas se acalmam um pouco, Salsicha, Scooby e Loo decidem ir à cozinha comer alguma coisa, apenas para encontrar algumas provas de que a rica herança do coronel é real, quando encontram um diamante com uma pista, dando início a uma caça ao tesouro. Intrigado com essa primeira pista, o grupo decide caçar o resto das jóias, para grande desgosto de Farquard e do xerife Buzby, que ainda está a procura do macaco de circo que escapou e é cético em relação à existência das jóias.[carece de fontes?]
O trio segue as pistas deixadas pelo coronel antes de sua morte, o que os leva a vários pontos diferentes na mansão e também no resto da plantação. À medida que avançam em sua caça ao tesouro, as coisas se tornam mais difíceis, com vários fantasmas aparecendo, incluindo o fantasma do próprio Coronel Beauregard, o cavaleiro sem cabeça e um fantasma da caveira. Para piorar a situação, eles também precisam lidar com Billy Bob Scroggins e sua irmã Sadie Mae, que persegue Salsicha apaixonadamente enquanto Billy quer matá-lo com sua espingarda. Além disso, os Boo Brothers se revelam incapazes de se livrar de qualquer fantasma, causando mais confusão sempre que tentam ajudar.[carece de fontes?]
Depois de acharem várias pistas e encontrarem o seu jipe em uma caverna, eles finalmente encontram a última pista a qual revela que o tesouro está escondido na lareira da mansão, para a felicidade do Crânio Fantasma, que surge e mantém o trio na mira de seu revólver e tenta usurpar toda a fortuna para si. Depois de conseguir detê-lo, o grupo descobre que a pessoa por trás do Crânio Fantasma é o xerife; quando eles desmascaram o fantasma, o verdadeiro xerife entra, revelando que o Caveira Fantasma é, na verdade, seu irmão gêmeo ganancioso, T.J. Buzby, que estava se passando pelo xerife, assim como os fantasmas restantes que estavam assombrando o lugar.[carece de fontes?]
Com o tesouro encontrado, Salsicha é levado pela história dos Boo Brothers de que eles precisam de um lar para assombrar. Então ele entrega a mansão para eles e o tesouro é investido numa fundação criada por ele para ajudar os "fantasmas órfãos", deixando os irmãos Boo bastante agradecidos. Com isso, Salsicha, Scooby e Loo voltam para casa; no caminho, eles encontram mais uma vez o fantasma do coronel Beauregard, que Salsicha inicialmente acha que é outra brincadeira de Scooby, até que ele percebe que o fantasma é real e acelera seu jipe o mais rápido possível.[carece de fontes?]

## Elencos de dublagem

### Elenco original estadunidense
- Casey Kasem - Norville "Salsicha" Rogers
- Don Messick - Scooby e  Scooby-Loo
- Sorrell Booke - Xerife Rufus Buzby, T.J. Buzby
- Rob Paulsen - Shreako
- Ronnie Schell - Freako
- Jerry Houser - Meako
- Arte Johnson - Farquard, The Skull Ghost
- Victoria Carroll - Sadie-Mae Scroggins
- William Callaway - Billy-Bob Scroggins
- Michael Rye - O prefeito
- Hamilton Camp - O riso fantasmagórico (não-creditado)
- June Foray - (não-creditado)

### No Brasil
| Primeira dublagem - Orlando Drummond - Scooby-Doo - Orlando Prado - Salsicha - Cleonir dos Santos - Scooby-Loo - Marco Antônio Costa - Freako - Nizo Neto - Shreako - Mário Jorge Andrade - Meako - Garcia Neto - Xerife Rufus Buzby e T.J. Buzby (1ª voz) - José Santa Cruz - T.J. Buzby (2ª voz) e Fantasma Caveira - Carmen Sheila - Sadie-Mae Scroggins - Mário Monjardim - Billy-Bob Scroggins - Héilo Ribeiro - Farquard - Ronaldo Magalhães - Fantasma de Beuregarde - Ayrton Cardoso - Cavaleiro sem Cabeça e Prefeito | Segunda dublagem - Orlando Drummond - Scooby-Doo - Marco Ribeiro - Salsicha e Fantasma Caveira - Cleonir dos Santos - Scooby-Loo - Paulo Flores - Freako - Miguel Rosenberg - Shreako - Renato Rosenberg - Meako - Jorge Rosa - Xerife Rufus Buzby e Prefeito - Mauro Ramos - T.J. Buzby - Isis Koshdoski - Sadie-Mae Scroggins - Carlos Seidl - Billy-Bob Scroggins - Jorge Lucas - Farquard e Fantasma no Sótão - Ronaldo Magalhães - Fantasma de Beuregarde |